# Булянський Артем Михайлович
Артем Михайлович Булянський (рос. Артём Михайлович Булянский; 16 березня 1985, м. Уфа, СРСР) — російський хокеїст, нападник. Виступає за «Югра» (Ханти-Мансійськ) у Континентальній хокейній лізі. 
Вихованець хокейної школи «Салават Юлаєв» (Уфа). Виступав за «Салават Юлаєв-2» (Уфа), «Салават Юлаєв» (Уфа), «Хімік» (Митищі), «Торос» (Нефтекамськ).